# プロレトクリト
プロレトクリト（Proletkul't）は、ロシア語で「プロレタリア文化（пролетарская культура, ローマ字転写ではproletarskaya kul'tura ）」のかばん語もしくは略語であるが、実際には、ブルジョワ文化を排して真のプロレタリア文化を建設すべく、1917年に旗揚げされ、1925年まで存続した「プロレタリア文化協会」のことをいう。ボグダーノフやルナチャルスキーらの有力な理論家のほか、アレクセイ・ガーステフ、フョードル・カリーニン、ミハイル・ゲラシモフらが指導と監督に当たった。当初は、ロシア構成主義に影響された彫刻や、未来派に影響された文学や音楽が推奨されたが、レーニンの「プロレタリア文化論」（1920年）によって、実験芸術は否定されるようになった。
レフ・トロツキーやA.K.ヴォロンスキーはプロレトクリトに反発し、ブルジョワジーの文化や学問に対するマルクス主義の立場に自家撞着するものと決め付けた。トロツキーとヴォロンスキーの持論によると、「プロレタリアートは、ブルジョワジーの最高の科学技術や学術に対して決して無知でも無関心でもない、なぜならこれらの分野は、全ての人類に対して普遍的なものだからである」。さらにトロツキーはこのように論じている。「プロレタリアが世界のブルジョアをなぎ倒すという歴史的使命を首尾よく果たして、社会階層として消え去るまでは、プロレタリアートが独力で芸術形態を発展させるということはあり得ないのだ。」
『プロレタリア文化』『炉』『創造せよ!』『未来』など約20の機関誌を刊行した。